# Basketball Bundesliga de 1973–74
A Temporada 1973–74 da Basketball Bundesliga foi a 8.ª edição da principal competição de basquetebol masculino na Alemanha. A extinta equipe do SSV Hagen de Renânia do Norte-Vestfália conquistou o seu primeiro e único título nacional.

## Equipes participantes
| Norte             | Norte       | Sul               | Sul         |
| Clube             | Localização | Clube             | Localização |
| ----------------- | ----------- | ----------------- | ----------- |
| SSV Hagen         | Hagen       | MTV 1846 Giessen  | Giessen     |
| TuS 04 Leverkusen | Leverkusen  | USC Heidelberg    | Edelberga   |
| MTV Wolfenbüttel  | Volfembutel | 1. FC 01 Bamberg  | Bamberga    |
| Hamburger TB      | Hamburgo    | USC München       | Munique     |
| VfL Osnabrück     | Osnabruque  | ADB Koblenz       | Coblença    |
| ASV Köln          | Colônia     | USC Mainz         | Mogúncia    |
| SSC Göttingen     | Gotinga     | BG Böwe Augsburg  | Augsburgo   |
| Berliner SV 1892  | Berlim      | FC Bayern München | Munique     |

## Classificação Fase Regular

### Grupo Norte
| Pos. | Clube             | Pts      | Pts+ : Pts- | Classificação                   |
| ---- | ----------------- | -------- | ----------- | ------------------------------- |
| 1    | SSV Hagen         | 24:04:00 | 1218:946    | Classificados para segunda fase |
| 2    | TuS 04 Leverkusen | 24:04:00 | 1261:968    | Classificados para segunda fase |
| 3    | MTV Wolfenbüttel  | 22:06    | 1189:999    | Classificados para segunda fase |
| 4    | Hamburger TB      | 15:13    | 1158:1075   | Classificados para segunda fase |
| 5    | VfL Osnabrück     | 09:19    | 1051:1234   | Playouts                        |
| 6    | ASV Köln          | 08:20    | 964:1102    | Playouts                        |
| 9    | SSC Göttingen     | 08:20    | 1001:1217   | Playouts                        |
| 10   | Berliner SV 1892  | 02:26    | 872:1173    | Playouts                        |

### Grupo Sul
| Pos. | Clube             | Pts      | Pts+ : Pts- | Classificação                   |
| ---- | ----------------- | -------- | ----------- | ------------------------------- |
| 1    | MTV 1846 Giessen  | 26:02:00 | 1287:863    | Classificados para segunda fase |
| 2    | USC Heidelberg    | 22:06:00 | 1127:893    | Classificados para segunda fase |
| 3    | 1. FC 01 Bamberg  | 16:12    | 1109:1082   | Classificados para segunda fase |
| 4    | USC München       | 16:12    | 1163:1057   | Classificados para segunda fase |
| 5    | ADB Koblenz       | 15:13    | 1092:1079   | Playouts                        |
| 6    | USC Mainz         | 08:20    | 974:1135    | Playouts                        |
| 9    | BG Böwe Augsburg  | 05:23    | 952:1271    | Playouts                        |
| 10   | FC Bayern München | 04:24    | 921:1245    | Playouts                        |

## Playouts

### Grupo Norte
| Pos. | Clube            | Pts   | Pts+ : Pts- | Classificação           |
| ---- | ---------------- | ----- | ----------- | ----------------------- |
| 1    | SSC Göttingen    | 15:25 | 1470:1678   | Permanece na Bundesliga |
| 2    | VfL Osnabrück    | 15:25 | 1499:1680   | Permanece na Bundesliga |
| 3    | ASV Köln         | 14:26 | 1419:1517   | Rebaixados              |
| 4    | Berliner SV 1892 | 07:33 | 1309:1659   | Rebaixados              |

### Grupo Sul
| Pos. | Clube             | Pts   | Pts+ : Pts- | Classificação           |
| ---- | ----------------- | ----- | ----------- | ----------------------- |
| 1    | USC Mainz         | 20:20 | 1474:1579   | Permanece na Bundesliga |
| 2    | ADB Koblenz       | 19:21 | 1594:1574   | Permanece na Bundesliga |
| 3    | BG Böwe Augsburg  | 09:31 | 1441:1812   | Rebaixados              |
| 4    | FC Bayern München | 08:32 | 1437:1772   | Rebaixados              |

## Grupos de quartas de finais

### Grupo A
| Pos. | Clube             | Pts   | Pts+ : Pts- | Classificação               |
| ---- | ----------------- | ----- | ----------- | --------------------------- |
| 1    | TuS 04 Leverkusen | 10:02 | 531:434     | Classificados para Playoffs |
| 2    | MTV 1846 Giessen  | 06:06 | 558:449     | Classificados para Playoffs |
| 3    | Hamburger TB      | 06:06 | 476:490     |                             |
| 4    | 1. FC 01 Bamberg  | 02:10 | 442:634     |                             |

### Grupo B
| Pos. | Clube            | Pts   | Pts+ : Pts- | Classificação               |
| ---- | ---------------- | ----- | ----------- | --------------------------- |
| 1    | SSV Hagen        | 08:04 | 487:470     | Classificados para Playoffs |
| 2    | USC Heidelberg   | 08:04 | 446:436     | Classificados para Playoffs |
| 3    | MTV Wolfenbüttel | 06:06 | 472:466     |                             |
| 4    | USC München      | 02:10 | 497:530     |                             |

## Playoffs
|  |    |                   |                |    |     |     |    |           |    |    |     |  |
|  |    |                   |                |    |     |     |    |           |    |    |     |  |
|  | A2 | MTV 1846 Gießen   | 80             | 59 | 139 |     |    |           |    |    |     |  |
|  | B1 | SSV Hagen         | 66             | 74 | 140 |     |    |           |    |    |     |  |
|  |    |                   |                |    |     |     | A1 | SSV Hagen | 67 | 70 | 137 |  |
|  |    | B2                | USC Heidelberg | 54 | 64  | 118 |    |           |    |    |     |  |
|  | B2 | USC Heidelberg    | 75             | 69 | 144 |     |    |           |    |    |     |  |
|  | A1 | TuS 04 Leverkusen | 75             | 62 | 137 |     |    |           |    |    |     |  |

## Campeões da Basketball Bundesliga (BBL) 1973–74
| Campeões da BBL 1973–74 |
| ----------------------- |
| SSV Hagen 1.º título    |

## Clubes alemães em competições europeias
| Clube             | Competição         | Resultado                                                        |
| ----------------- | ------------------ | ---------------------------------------------------------------- |
| USC Heidelberg    | Copa dos Campeões  | Eliminado na Segunda Fase por Real Madrid (54-94;48-120)         |
| 1. FC 01 Bamberg  | Copa Korać         | Eliminado na Segunda Fase por Mobilquattro Milano (58-79;89-103) |
| MTV Wolfenbüttel  | Copa Korać         | Eliminado na Primeira Fase por KAS Vitoria (90-80;83-106)        |
| TuS 04 Leverkusen | Copa Korać         | Eliminado na Primeira Fase por Snaidero Udine (89-85;72-80)      |
| MTV 1846 Gießen   | FIBA Copa Europeia | Eliminado na Primeira Fase por CSKA Sofia (75-74;81-93)          |